# Prémio LeYa
Il Prémio LeYa o Prémio LeYa de Romance, creato nel 2008 su iniziativa del gruppo editoriale LeYa, è un concorso che mira a stimolare la produzione di opere inedite di autori di lingua portoghese. Premia ogni anno un'opera originale di narrativa letteraria nell'ambito del romanzo che non sia stata precedentemente premiata. Si tratta di uno dei premi più importanti per la letteratura lusofona, del valore di centomila euro per l'autore dell'opera vincitrice.
Le opere inviate devono essere inedite, firmate con lo pseudonimo dell'autore e inviate in formato digitale e fisico con foglio A4, insieme ad altre informazioni sull'autore, chiarite nel regolamento del concorso. Dopo il termine stabilito per la presentazione degli originali, una giuria scelta dal gruppo editoriale LeYa, composta da almeno sette personalità di spicco del mondo letterario e culturale di lingua portoghese, analizzerà tutte le opere e sceglierà quella che riterrà migliore, motivando la scelta effettuata. Se la giuria ritiene che nessun lavoro abbia le necessarie qualità, può scegliere di non assegnare il premio, come è avvenuto nel 2010, 2016 e 2019.
Il vincitore riceverà la somma di centomila euro (100.000 euro) e la pubblicazione del suo originale, direttamente tramite il gruppo editoriale LeYa o uno dei suoi marchi editoriali, che sarà successivamente distribuito in tutti i paesi di lingua portoghese. In cambio, l'autore dell'opera premiata concede a LeYa il diritto esclusivo di sfruttarla commercialmente in tutte le forme e modalità in tutto il mondo.

## Vincitori
Di seguito vengono riportati tutti i vincitori del Prémio LeYa, a partire dal 2008:
| Anno | Opera                      | Autore                   | Paese          | Riferimenti |
| ---- | -------------------------- | ------------------------ | -------------- | ----------- |
| 2008 | O Rastro do Jaguar         | Murilo Carvalho          | Brasile        | [ 5 ]       |
| 2009 | O Olho de Hertzog          | João Paulo Borges Coelho | Mozambico      | [ 6 ]       |
| 2010 | Non attribuito             | Non attribuito           | Non attribuito | [ 3 ]       |
| 2011 | O Teu Rosto Será o Último  | João Ricardo Pedro       | Portogallo     | [ 7 ]       |
| 2012 | Debaixo de Algum Céu       | Nuno Camarneiro          | Portogallo     | [ 8 ]       |
| 2013 | Uma Outra Voz              | Gabriela Ruivo Trindade  | Portogallo     | [ 9 ]       |
| 2014 | O Meu Irmão                | Afonso Reis Cabral       | Portogallo     | [ 10 ]      |
| 2015 | O Coro dos Defuntos        | António Tavares          | Portogallo     | [ 11 ]      |
| 2016 | Non attribuito             | Non attribuito           | Non attribuito | [ 4 ]       |
| 2017 | Os Loucos da Rua Mazur     | João Pinto Coelho        | Portogallo     | [ 12 ]      |
| 2018 | Torto Arado                | Itamar Vieira Junior     | Brasile        | [ 13 ]      |
| 2019 | Non attribuito             | Non attribuito           | Non attribuito | [ 14 ]      |
| 2020 | Sospeso                    | Sospeso                  | Sospeso        | [ 15 ]      |
| 2021 | As Pessoas Invisíveis      | José Carlos Barros       | Portogallo     | [ 16 ]      |
| 2022 | A Arte de Driblar Destinos | Celso José da Costa      | Brasile        | [ 17 ]      |